# Neal Ulevich
Neal Hirsh Ulevich (* 18. Juni 1948 in Milwaukee) ist ein Kriegsjournalist. Er berichtete als Korrespondent über den Vietnamkrieg.

## Leben und Werk
Ulevich studierte Journalistik an der University of Wisconsin–Madison. Hiernach arbeitete er für die Bildagentur Associated Press. Bekannt wurde er durch seine Fotografien über den Vietnamkrieg. So dokumentierte er den Abzug der letzten amerikanischen Militärs aus Saigon vom Dach der amerikanischen Botschaft mit einem Hubschrauber.

## Auszeichnungen
- 1976 3. Preis des World Press Photo für das beste Foto des Jahres
- 1977 Pulitzer-Preis für Presse-Fotografie
- 1985 3. Preis des World Press Photo für Kunst und Unterhaltung

| Personendaten    | Personendaten                                         |
| ---------------- | ----------------------------------------------------- |
| NAME             | Ulevich, Neal                                         |
| ALTERNATIVNAMEN  | Ulevich, Neal Hirsh (vollständiger Name)              |
| KURZBESCHREIBUNG | US-amerikanischer Fotograf und Kriegsberichterstatter |
| GEBURTSDATUM     | 18. Juni 1948                                         |
| GEBURTSORT       | Milwaukee                                             |